# Ben Healy
Ben Healy (født 11. september 2000 i Kingswinford) er en cykelrytter fra Irland, der er på kontrakt hos EF Education-EasyPost.